# Gökova Körfezi
Gökova Körfezi – zatoka Morza Egejskiego, położona u wybrzeży Turcji (prowincja Muğla). Ma 100 km długości i do 25 km szerokości. Od północy jest otoczona przez półwysep Bodrum, od południa przez półwysep Datça, a od zachodu przez wyspę Kos. Na północnym wybrzeżu zatoki leży miasto Bodrum. Na końcu zatoki leży miejscowość Akyaka. W zatoce jest położona wyspa Sedir. W starożytności Dorowie założyli na brzegach zatoki miasta Knidos i Halikarnas. Zatoka jest jednym z najbardziej aktywnych sejsmicznie terenów w zachodniej Turcji. W sierpniu 2004 roku miała w niej miejsce seria trzęsień ziemi o magnitudzie od 5,0 do 5,4 w skali Richtera. Zatoka jest jednym z najchętniej wybieranych kierunków turystycznych w Turcji ze względu na swoją bogatą przyrodę, liczne mniejsze zatoczki i bogatą historię.